# Serie A 1975/1976
Soutěžní ročník Serie A 1975/1976 byl 74. ročník nejvyšší italské fotbalové ligy a 44. ročník pod názvem Serie A. Konal se od 5. října 1975 do 16. května 1976 a skončil vítězstvím Turína, který vyhrál po dlouhých 27 letech již sedmy titul v klubové historii.
Nejlepším střelcem se stal podruhé za sebou a celkem již po třetí italský hráč Paolo Pulici (Turín), který vstřelil 21 branek.

## Události

### Před sezonou
Nováčci soutěže: vítěz 2. ligy Perugia si nejvyšší soutěž zahrálo poprvé, Como se vrátilo po 23 letech a po roce se vrátila Verona. 
Obhájce titulu z minulé sezony Juvnetus se posílil o mladého talentovaného Tardelliho (Como), který přišel za 950 milionů lir a také o zkušeného Goriho (Cagliari). Vůbec nejdražší přestup na světě provedla Neapol, která přivedla střelce Savoldiho (Boloňa) za 1,4 miliard lir + dva hráči. Spousta klubů se rozhodlo moc neposilovat o zajímavé jména a tak jediné dva kluby nakoupili drahé posily.
Další změny byli: Gianpiero Marini (Varese → Inter), Eraldo Pecci (Boloňa → Turín), Patrizio Sala (Monza → Turín), Walter Novellino (Empoli → Perugia) a
Giacomo Bulgarelli (Boloňa → Hartford Bicentennials).

### Během sezony
Sezonu dobře rozjel Juventus a Neapol, které ale po 10. kole odpadlo a k Juventusu se dotáhl jen jejich městský rival Turín. Zimním mistrem se stal Juventus, který měl náskok tří bodů před Turínem, který se po 19. kole rozrostl na pět. V tomto okamžiku se zdálo, že vedoucí tým je na cestě k zisku titulu, ale mezi březnem a dubnem se zastavili, když prohráli tři zápasy v řadě: venkovní zápas v Ceseně, v derby (kdy rozhodčí změnil konečný stav 1:2 na 0:2 kvůli petardě, která zasáhla brankáře soupeře Castelliniho) a nakonec i venku s Interem. Tato série způsobila, že Juventus klesl na 2. místo a Turín se ujal vedení a mohl tak 16. května s dvoubodovým náskokem před svými fanoušky slavit sedmý titul po dlouhých 27 letech. Za dvěma turínskými týmy se umístilo milánské duo Milán a Inter, následované Neapolí, která svým vítězstvím v italském poháru nechala týmu Ceseny, místo pro historickou účast v poháru UEFA.

## Účastníci
| Klub       | Město         | Stadion                             | Trenér                                          | Nejlepší střelec                    |
| ---------- | ------------- | ----------------------------------- | ----------------------------------------------- | ----------------------------------- |
| Ascoli     | Ascoli Piceno | Stadio Cino e Lillo Del Duca        | Enzo Riccomini                                  | Steno Gola (6)                      |
| Boloňa     | Boloňa        | Stadio Comunale                     | Bruno Pesaola                                   | Sergio Clerici, Stefano Chiodi (8)  |
| Cagliari   | Cagliari      | Stadio Sant'Elia                    | Luis Suárez (1.–8. kolo) Mario Tiddia           | Luigi Riva, Pietro Paolo Virdis (6) |
| Cesena     | Cesena        | Stadio "Fiorita"                    | Giuseppe Marchioro                              | Giovanni Urban (8)                  |
| Como       | Como          | Stadio Giuseppe Sinigaglia          | Beniamino Cancian (1.–12. kolo) Osvaldo Bagnoli | Alessandro Scanziani (6)            |
| Fiorentina | Florencie     | Stadio Comunale                     | Carlo Mazzone                                   | Claudio Desolati (10)               |
| Inter      | Milán         | Stadio San Siro                     | Giuseppe Chiappella                             | Roberto Boninsegna (10)             |
| Juventus   | Turín         | Stadio Comunale di Torino           | Carlo Parola                                    | Roberto Bettega (15)                |
| Lazio      | Řím           | Stadio Olimpico                     | Giulio Corsini (1.–7. kolo) Tommaso Maestrelli  | Giorgio Chinaglia (8)               |
| Milán      | Milán         | Stadio San Siro                     | Giovanni Trapattoni                             | Egidio Calloni (13)                 |
| Neapol     | Neapol        | Stadio San Paolo                    | Luís Vinício                                    | Giuseppe Savoldi (14)               |
| Perugia    | Perugia       | Stadio Comunale di Pian di Massiano | Ilario Castagner                                | Mario Scarpa (6)                    |
| Řím        | Řím           | Stadio Olimpico                     | Nils Liedholm                                   | Carlo Petrini (6)                   |
| Sampdoria  | Janov         | Stadio Luigi Ferraris               | Eugenio Bersellini                              | Nello Saltutti (8)                  |
| Turín      | Turín         | Stadio Comunale di Torino           | Luigi Radice                                    | Paolo Pulici (21)                   |
| Verona     | Verona        | Stadio Marcantonio Bentegodi        | Ferruccio Valcareggi                            | Emiliano Mascetti (7)               |

## Tabulka
| Poř. | Tým        | Z  | V  | R  | P  | VG | OG | B  |
| ---- | ---------- | -- | -- | -- | -- | -- | -- | -- |
| 1.   | Turín      | 30 | 18 | 9  | 3  | 49 | 22 | 45 |
| 2.   | Juventus   | 30 | 18 | 7  | 5  | 46 | 26 | 43 |
| 3.   | Milán      | 30 | 15 | 8  | 7  | 42 | 28 | 38 |
| 4.   | Inter      | 30 | 14 | 9  | 7  | 36 | 28 | 37 |
| 5.   | Neapol     | 30 | 13 | 10 | 7  | 40 | 27 | 36 |
| 6.   | Cesena     | 30 | 11 | 13 | 6  | 40 | 30 | 32 |
| 7.   | Boloňa     | 30 | 9  | 14 | 7  | 32 | 32 | 32 |
| 8.   | Perugia    | 30 | 10 | 11 | 9  | 31 | 34 | 31 |
| 9.   | Fiorentina | 30 | 9  | 9  | 12 | 39 | 39 | 27 |
| 10.  | Řím        | 30 | 6  | 13 | 11 | 25 | 31 | 25 |
| 11.  | Verona     | 30 | 8  | 8  | 14 | 35 | 46 | 24 |
| 12.  | Sampdoria  | 30 | 8  | 8  | 14 | 21 | 32 | 24 |
| 13.  | Lazio      | 30 | 6  | 11 | 13 | 35 | 40 | 23 |
| 14.  | Ascoli     | 30 | 4  | 15 | 11 | 19 | 34 | 23 |
| 15.  | Como       | 30 | 5  | 11 | 14 | 28 | 36 | 21 |
| 16.  | Cagliari   | 30 | 5  | 9  | 16 | 25 | 52 | 19 |

Poznámky
- Z = Odehrané zápasy; V = Vítězství; R = Remízy; P = Prohry; VG = Vstřelené góly; OG = Obdržené góly; B = Body
- za výhru 2 body, za remízu 1 bod, za prohru 0 bodů.
- při rovnosti bodů rozhodovalo skóre.

|  | Mistr ligy a přímý postup do poháru PMEZ 1976/77 |
|  | Přímý postup do poháru PVP 1976/77               |
|  | Přímý postup do poháru UEFA 1976/77              |
|  | Sestup do Serie B                                |

## Statistiky

### Výsledková tabulka
|            | Ascoli | Boloňa | Cagliari | Cesena | Como | Fiorentina | Inter | Juventus | Lazio | Milán | Neapol | Perugia | Řím | Sampdoria | Turín | Verona |
| ---------- | ------ | ------ | -------- | ------ | ---- | ---------- | ----- | -------- | ----- | ----- | ------ | ------- | --- | --------- | ----- | ------ |
| Ascoli     | –      | 0:0    | 1:1      | 0:0    | 1:1  | 1:0        | 2:0   | 0:3      | 2:1   | 0:1   | 0:0    | 1:2     | 0:0 | 1:1       | 1:1   | 2:0    |
| Boloňa     | 1:1    | –      | 0:0      | 5:3    | 1:1  | 1:1        | 1:2   | 1:4      | 1:0   | 1:1   | 2:0    | 1:1     | 2:1 | 1:0       | 1:0   | 0:0    |
| Cagliari   | 0:0    | 1:2    | –        | 1:2    | 1:0  | 2:1        | 0:0   | 0:1      | 2:1   | 1:3   | 1:1    | 0:0     | 1:5 | 5:3       | 0:0   | 0:2    |
| Cesena     | 3:1    | 0:0    | 0:0      | –      | 2:0  | 1:1        | 2:3   | 2:1      | 0:0   | 2:1   | 0:1    | 2:1     | 2:0 | 1:1       | 1:1   | 3:0    |
| Como       | 0:0    | 2:1    | 3:0      | 0:0    | –    | 0:1        | 3:0   | 2:2      | 2:2   | 1:4   | 0:1    | 0:0     | 0:0 | 0:0       | 0:1   | 2:1    |
| Fiorentina | 0:0    | 1:2    | 3:0      | 3:1    | 0:2  | –          | 0:0   | 1:1      | 4:3   | 0:1   | 1:1    | 3:1     | 2:0 | 0:1       | 0:1   | 2:2    |
| Inter      | 3:0    | 1:1    | 1:0      | 0:0    | 2:1  | 1:0        | –     | 1:0      | 1:0   | 0:1   | 2:1    | 2:2     | 2:0 | 2:1       | 1:0   | 3:0    |
| Juventus   | 2:1    | 1:0    | 1:0      | 3:3    | 1:1  | 4:2        | 2:0   | –        | 2:0   | 1:1   | 2:1    | 1:0     | 1:1 | 2:0       | 0:2   | 2:1    |
| Lazio      | 3:1    | 1:1    | 3:0      | 2:2    | 3:2  | 1:2        | 1:1   | 1:2      | –     | 4:0   | 0:1    | 1:0     | 1:1 | 1:1       | 1:1   | 1:1    |
| Milán      | 4:0    | 3:1    | 2:3      | 2:1    | 2:2  | 2:1        | 2:1   | 0:1      | 3:0   | –     | 1:1    | 0:0     | 1:0 | 1:0       | 1:2   | 1:0    |
| Neapol     | 0:0    | 2:2    | 3:1      | 2:0    | 1:0  | 1:2        | 3:1   | 1:1      | 1:0   | 1:0   | –      | 4:0     | 2:1 | 0:0       | 0:0   | 0:1    |
| Perugia    | 1:1    | 1:1    | 4:1      | 1:0    | 2:0  | 2:1        | 1:1   | 1:0      | 2:0   | 0:0   | 2:2    | –       | 0:1 | 0:0       | 2:1   | 1:0    |
| Řím        | 1:1    | 0:0    | 1:1      | 2:2    | 2:1  | 2:2        | 1:1   | 0:1      | 0:0   | 0:0   | 0:3    | 1:2     | –   | 1:0       | 1:1   | 2:0    |
| Sampdoria  | 1:0    | 0:1    | 2:1      | 0:1    | 1:0  | 0:0        | 0:2   | 0:2      | 0:1   | 0:1   | 2:1    | 3:1     | 1:0 | –         | 0:0   | 2:0    |
| Turín      | 3:1    | 3:1    | 5:1      | 1:1    | 1:0  | 4:3        | 2:1   | 2:0      | 2:1   | 2:1   | 3:1    | 3:0     | 1:0 | 2:0       | –     | 4:2    |
| Verona     | 1:0    | 1:0    | 2:1      | 2:2    | 3:2  | 1:2        | 1:1   | 1:2      | 2:2   | 2:2   | 2:4    | 3:1     | 0:1 | 4:1       | 0:0   | –      |

### Střelecká listina
| Pořadí | Jméno              | Klub       | Branky |
| ------ | ------------------ | ---------- | ------ |
| 1.     | Paolo Pulici       | Turín      | 21     |
| 2.     | Roberto Bettega    | Juventus   | 15     |
| 2.     | Francesco Graziani | Turín      | 15     |
| 4.     | Giuseppe Savoldi   | Neapol     | 14     |
| 5.     | Egidio Calloni     | Milán      | 13     |
| 6.     | Roberto Boninsegna | Inter      | 10     |
| 6.     | Claudio Desolati   | Fiorentina | 10     |
| 8.     | Giuseppe Massa     | Neapol     | 9      |
| 9.     | Stefano Chiodi     | Boloňa     | 8      |
| 9.     | Sergio Clerici     | Boloňa     | 8      |
| 9.     | Giorgio Chinaglia  | Lazio      | 8      |
| 9.     | Nello Saltutti     | Sampdoria  | 8      |
| 9.     | Giovanni Urban     | Cesena     | 8      |

## Vítěz
| Serie A Vítěz pro rok 1975/76 |
| ----------------------------- |
| Turín FC                      |
|                               |